# Фантазия № 4 (Моцарт)
Фантазия № 4 до минор, K.475 — фантазия для фортепиано, написанная Вольфгангом Амадеем Моцартом 20 мая 1785 года в Вене, посвящённая его ученице Терезе фон Траттнер. Впервые фантазия опубликована в том же году вместе с Сонатой № 14 K.457, которая является её логическим продолжением.

## История создания
Фантазия и соната были написаны в честь Терезы фон Траттнер, которая была одной из учениц Моцарта в Вене. Её муж был важным издателем, а также хозяином квартиры на Грабен, в которой Моцарт жил с января по сентябрь 1784 года. Позднее Траттнеры станут крестными четырёх детей Моцарта.